# ScientificCommons
ScientificCommons є платформою для пошуку відкритих наукових публікацій. Використовуйте пошук понад 35 мільйонів публікацій з 1200 сховищ і більше восьми мільйонів авторів (травень 2010) у всіх наукових областях.
ScientificCommons захоплює і метаданими (по OAI стандарту; OAI: Open Archives Initiative), а також повні тексти OAIster, давні пошукова система для відкритого доступу зміст.
ScientificCommons.org знаходиться в Інституті масової інформації та комунікації управління в університеті Санкт-Галлен, розроблена і експлуатується. Мета полягає у створенні однієї з найбільших комунікації для академічних результатів і продуктів, зокрема, створення ефективної, розподіленої і масштабованої архітектури .

## Цілі ScientificCommons
Локалізація наукових статей.
Ідентифікація авторів.
Призначення наукових публікацій.
Індексування метаданих та повних текстів (PDF, PowerPoint, RTF, Word, Postscript).
Семантична зв'язок наукових публікацій .
Персоналізація варіантів для тих, хто шукає інформацію .
Додати нові публікації безпосередньо з ScientficCommons.